# Boris Melnic
Boris Melnic (n. 11 februarie 1928 – d. 27 aprilie 2012) a fost un specialist în domeniul fiziologiei omului și animalelor, care a fost ales ca membru titular al Academiei de Științe a Moldovei.

## Copilărie și studii
S-a născut la 11 februarie 1928, fiind mezinul într-o familie cu trei copii. În 1935-1940 a studiat în școala primară din satul Briceni. În 1942-1945 a fost elev la gimnaziul industrial din satul Corbu, județul Soroca. În 1945 a obținut atestatul de 7 clase în școala medie din Tîrnova.
În 1945-1947 a urmat cursurile de pregătire de pe lângă Institutul Pedagogic „Ion Creangă” din Chișinău, după care, până în 1951, a fost student la aceeași instituție. Tot acolo, în 1952-1955, a făcut studii postuniversitare prin doctorat. A susținut teza de doctor în științe biologice la Moscova la 23 ianuarie 1957.

## Carieră
Boris Melnic și-a început activitatea didactică la Institutul Pedagogic „Ion Creangă” la 27 septembrie 1951. În același timp a devenit membru PCUS. La 28 martie 1952 a fost ales membru al Consiliului Științific al Institutului Pedagogic. La 23 august 1953 a devenit asistent la Catedra de Biologie. Din 20 august 1955 a fost decan al Facultății de Educație Fizică, la scurt timp – 14 septembrie 1955 – devenind lector superior la Catedra de Anatomie și Fiziologie a Omului. La 12 iulie 1957 a fost ales în funcție de conferențiar.
Începând cu septembrie 1960 a fost decan al Facultății de Educație Fizică  la Universitatea de Stat din Moldova (USM). La 17 noiembrie 1964 a fost transferat de la Catedra de Anatomie și Fiziologie a Omului (Facultatea de Educație Fizică) la Catedra de Fiziologie a Animalelor (Facultatea de Biologie și Pedologie). În 1964 a fost numit prorector pentru studii, iar la 9 mai 1967 prorector pentru știință. La 15 iulie 1968 a fost ales șef al Catedrei de Fiziologie a Animalelor.
A devenit profesor universitar la 21 iunie 1972. În perioada 1974-1992 a fost rector al Universității de Stat din Moldova.
Din 27 decembrie 1972 a fost membru-corespondent al Academiei de Științe a Moldovei (AȘM), urmând a deveni membru titular în 1984. În 1996 a fost ales membru titular (academician) al Academiei Internaționale de Științe despre Natură și Societate. Trei ani mai târziu, a fost ales membru titular (academician) al Academiei Internaționale de Științe Ecologice și Activitate Vitală din Sankt Petersburg, precum și membru titular (academician) al Academiei Central-Europene de Științe și Arte. În 2003 i s-a conferit titlul de membru al Senatului UUSM cu drept de viager.
La 23 aprilie 1992, a fost numit în funcție de președinte al Comisiei Superioare de Atestare a Republicii Moldova.
Din 2002 a lucrat ca profesor universitar la Catedra Biologie Umană și Animală a USM. Din 2005 a fost director al Consiliului Consultativ de Expertiză al AȘM.

## Distincții
- 1 octombrie 1971: doctor-habilitat în biologie
- 1976: titlul „Om Emerit al Științei”
- 1994: Doctor Honoris Causa al Universității de Medicină și Farmacie „N. Testemițanu” și al Universității Libere Internaționale
- 1996: Doctor Honoris Causa al Academia de Studii Economice
- 1996: decorat cu trei ordine și două medalii, inclusiv cu distincția supremă a Republicii Moldova – Ordinul Republicii
- 2000: Doctor Honoris Causa al Universitatea Pedagogică „Ion Creangă”
- 2001: Doctor Honoris Causa al Institutului Național de Economie și Drept